# دریاچه ساسیکول
دریاچه ساسیکول  نام دریاچه‌ای است که در بخش شرقی قزاقستان قرار گرفته است.